# Dicamixus lamprocryptus
Dicamixus lamprocryptus là một loài tò vò trong họ Ichneumonidae.